# Mona Mitterwallner
Mona Mitterwallner (9 gennaio 2002) è una ciclista su strada e mountain biker austriaca, che corre su strada per il team Human Powered Health, vincitrice di due titoli mondiali di marathon (2021, 2023), di un titolo mondiale Under-23 di cross country (2021) e di una Coppa del mondo Under-23 nella medesima specialità (2021).

## Carriera
Nel 2019 è vicecampionessa del mondo e vicecampionessa europea di cross country nella categoria Juniores (17-18 anni). L'anno successivo conquista il titolo mondiale junior di cross country a Leogang e il titolo europeo nella stessa specialità sul Monte Tamaro.
Nel 2021, al suo primo anno nella categoria mista Under-23/Elite, si laurea campionessa austriaca di cross-country davanti a Laura Stigger. Nella stessa stagione vince anche tutte le gare del calendario di Coppa del mondo Under-23 di cross-country e la classifica generale della competizione; diventa inoltre nell'ordine campionessa europea Under-23 di cross country a Novi Sad, campionessa del mondo Under-23 di cross country nella rassegna organizzata in Val di Sole e infine campionessa del mondo di marathon a Capoliveri, sull'Isola d'Elba.
Dopo un 2022 che la vede approdare con tre anni di anticipo alle competizioni Elite, nel 2023 è medaglia d'argento agli Europei Elite di cross country a Cracovia (battuta da Puck Pieterse) e quindi nuovamente iridata ai campionati del mondo di marathon a Glasgow.

## Palmarès
- 2021[1]

Andora Race Cup, 1ª prova Internazionali d’Italia Series, Cross country (Andora)
Kamptal Trophy, Cross country (Langenlois/Zöbing)
Swiss Bike Cup Leukerbad, Cross country (Leukerbad)
1ª prova Coppa del mondo, Cross country Under-23 (Albstadt)
2ª prova Coppa del mondo, Cross country Under-23 (Nové Město na Moravě)
Campionati austriaci, Cross country Elite
Grazer Bike-Opening Stattegg, Cross country (Graz/Stattegg)
3ª prova Coppa del mondo, Cross country Under-23 (Leogang)
4ª prova Coppa del mondo, Cross country Under-23 (Les Gets)
Zanzenberg XCO, Cross country (Dornbirn)
Campionati del mondo, Cross country Under-23
5ª prova Coppa del mondo, Cross country Under-23 (Lenzerheide)
6ª prova Coppa del mondo, Cross country Under-23 (Snowshoe)
Campionati del mondo, Cross country marathon
Bike Marathon, Cross country marathon (Riva del Garda)
- 2022[1]

Kamptal Trophy, Cross country (Langenlois/Zöbing)
Südtirol Sunshine Race, 2ª prova Internazionali d’Italia Series, Cross country (Nalles)
Ötztaler Mountainbike Festival, Cross country (Haiming)
Campionati austriaci, Cross country Elite
- 2023[1]

Heubacher Mountainbikefestival Bike the Rock, prova International MTB Bundesliga, Cross country (Heubach)
Campionati austriaci, Cross country Elite
Campionati del mondo, Cross country marathon

### Altri successi
- 2021

Classifica finale Coppa del mondo, Cross country Under-23

## Piazzamenti

### Competizioni mondiali
- Campionati del mondo di mountain bike[1]

Mont-Sainte-Anne 2019 - Cross country Junior: 2ª
Leogang 2020 - Staffetta a squadre: 6ª
Leogang 2020 - Cross country Junior: vincitrice
Val di Sole 2021 - Cross country Under-23: vincitrice
Val di Sole 2021 - Staffetta a squadre: 8ª
Les Gets 2022 - Cross country Elite: 7ª
- Campionati del mondo di marathon[1]

Capoliveri 2021 - Marathon: vincitrice
Haderslev 2022 - Marathon: 8ª
Glasgow 2023 - Marathon: vincitrice
- Giochi olimpici

Parigi 2024 - Cross country: 18ª

### Competizioni continentali
- Campionati europei di mountain bike[1]

Brno 2019 - Cross country Junior: 2ª
Monte Tamaro 2020 - Cross country Junior: vincitrice
Novi Sad 2021 - Staffetta a squadre: 13ª
Novi Sad 2021 - Cross country Under-23: vincitrice
Monaco di Baviera 2022 - Cross country Elite: 16ª
Cracovia 2023 - Cross country Elite: 2ª
- Giochi europei

Cracovia 2023 - Cross country: 2ª